# Liste des rois de Uí Failghe
Le royaume de Uí Failghe semble avoir existé en Irlande dès les premiers temps historiques. Selon les généalogies pseudo historique les Uí Failghe sont issus de  Rossa/Ros Failge, un fils de l'Ard ri Erenn Cathair Mór, réputé avoir vécu au IIe siècle et ils ont de ce fait un ancêtre commun avec les Uí Dúnlainge et les Uí Cheinnselaigh

## Histoire
Le royaume combat avec succès les tentatives d'annexion des Uí Néill, des Eóganachta, et plus particulièrement celles des  Anglo-Normands. À partir du milieu du XIe siècle sa dynastie adopte le nom de Ua Conchobhair Failghe, anglicisé en Ó Connor Faly (ils n'ont aucun lien avec la célèbre Famille O'Connor c'est-à-dire : Ua Conchobhair, rois du Connacht et du Kerry). Leur pouvoir était à l'origine centré sur  Rathangan, dans l'actuel comté de Kildare mais il fut transféré à  Daingean à la suite de l'invasion normande de l'Irlande.
Au cours de la décennie 1530 le « roi » Brian soutient la révolte de  Thomas FitzGerald (10e comte de Kildare); après leur défaite il est pardonné et reçoit le titre de  « Baron d'Offaly ». Après la mort du dernier roi de facto et baron de jure, Brian mac Cathaoir Ó Conchobhair Failghe, vers 1556, Uí Failghe est partagé entre les comtés de  King's County (Offaly), et de Queen's County (Laois) et Comté de Kildare par Marie Ire d'Angleterre pendant les  Plantations en Irlande . Deux baronnies du comté de Kildare, Offaly East et Offaly West, rappellent le nom anglicisé de l'ancien royaume. Après l'indépendance de l'Irlande  « King's County » reprend le nom de comté d'Offaly.

## Premiers rois
- Failge Berraide (floruit 507-514)
- Bruidge mac Nath Í (†  579)
- Áed Rón mac Cathail (†  604)
- Ailill mac Áedo Róin (†  639)
- Cillíne mac Forannáin (†  652)
- Fland Dá Chongal
- Forbassach Ua Congaile (†  714)
- Ailill Corrach mac Flainn (†  741)
- Flaithnia mac Flainn (†  755)
- Cummascach mac Flainn (†  757)
- Cináed mac Flainn (†  770)
- Mugrón mac Flainn (†  782).
- Domnall mac Flaíthnia (†  783)
- Óengus mac Mugróin (†  803)
- Flaíthnia mac Cináeda (†  806)
- Cináed mac Mugróin (†  829)
- Mugrón mac Óengusa († 842)
- Niall mac Cináeda († 849)
- Máel Sinchill mac Mugróin († 881)
- Conchobar mac Flannacáin [4] († 891)
- Uathmarán mac Conchobair († 897 )
- Máel Mórdha mac Conchobair (923)
- Finn mac Máel Mórdha († 930)
- Conchobar mac Finn († 979 )
- Conghalach mac Conchobair (†  1017)
- Muirchertach mac Congalaig (†  1026)
- Duinnsleibhe mac Brodgarbhan Ua Conchobair Failghe (†  1029)  [5]

̈

## Rois Ó Conchobhair Failghe c.1051-c.1556
- Congalach Ua Conchobair [6], (†  1051)
- Gilla Pátraic mac Conchobair Ua Sibleáin, 1051-1071
- Conchobar mac Congalaig, 1071-1115, prétendant au trône de Leinster en 1079 [7]
- Muirchertach, ?- aveuglé en 1095
- Rogan mac Domnaill meic Conchobair, 1115-c.1118
- Cú Faifne mac Congalaig, c.1118-1130
- Donnchad mac Con Faifne, 1130-1134
- Áed mac Domnaill, 1134- 1159 (?)
- Máel Mórda mac Conchobair
- Conchobair mac Con Faifne [8]
- Máel Sechlainn mac Conchobair
- Congalach mac Con Faifne
- Murchad mac Con Faifne [9]
- Muirchertach mac Muirchertaig (Int Athchlérech), ????-c.1151
- Áed mac Donnchada (Gilla na Findmóna), c.1151-1159
- Domnall Ruad mac Congalaig, 1159-1161
- Máel Sechlainn mac Congalaig, 1161-1164
- Donchad Ruad Roigne, 1164-????
- Diarmait mac Congalaig,
- Muirchertach mac Congalaig, ????-1169 ?
- Diarmait mac Con Broga Ua Dimmusaig [10], après 1172-1193
- Muirchertach mac Briain [11] , floruit 1212
- Máel Mórda mac Muirchertaig meic Donnchada, ????-1225
- Muirchertach mac Máel Morda, 1225-????
- Muirchertach mac Muirchertaig, ????- († 13 juin 1305)
- Murchad mac Muirchertaig, 1305-????
- Máel Sechlainn mac Muirchertaig, ????-1329
- Muirchertach Óg mac Muircherartaig[12],-1384
- Murchad mac Muircheartaig Óg, 1384-1421
- Diarmaid mac Muirchertaigh Óg, 1421-c. 1425
- An Calbhach Mór mac Murchada, c. 1425-1458
- Conn mac an Chalbhaig, 1458-automne 1474
- Cathaoir mac Cuinn, 1474-1511
- Brian mac Taidhg meic an Chalbhaigh, 1511-1517
- An Calbhach mac Taidhg, 1517-c. 1525
- Brian mac Cathaoir (en), c. 1525 - c. 1556 [13]

## Article lié
Uí Failghe

## Sources
- (en) T.W Moody, F.X. Martin, F.J. Byrne A New History of Ireland IX Maps, Genealogies, Lists. A companion to Irish History part II . Oxford University Press réédition 2011  (ISBN 9780199593064) O' Connor Faly O' Conchobair Failghe kings de Ui Failghe c.1051 - c.1556 p. 150 & O'Connor Faly : O' Conchobair Failghe King of Ui Failghe c 1051- c 1556, Table 22 p. 150-151..

- Anthony Stokvis, préf. H. F. Wijnman, Manuel d'histoire, de généalogie et de chronologie de tous les états du globe, depuis les temps les plus reculés jusqu'à nos jours, Leyde, éditions Brill, 1889 réédition 1966, Volume II , chapitre III: Irlande Tableau généalogique n°27 Généalogie des rois de Lagénie et des rois Ui Cennsealaigh

- (en) Donnchadh Ó Corráin, Ireland before the Normans, Dublin, Gill & Macmillan, 1972, p. 27,84,139,161

- (en) Gearóid Mac Niocaill, Ireland before Vikings, Dublin, Gill & Macmillan, 1972, p. 92 Fig. n°16.  Rulers of the Uí Failgi to the end of the 7th century & p. 127 Fig. n°21 Uí Failgi in the eighth century